# Dżygit

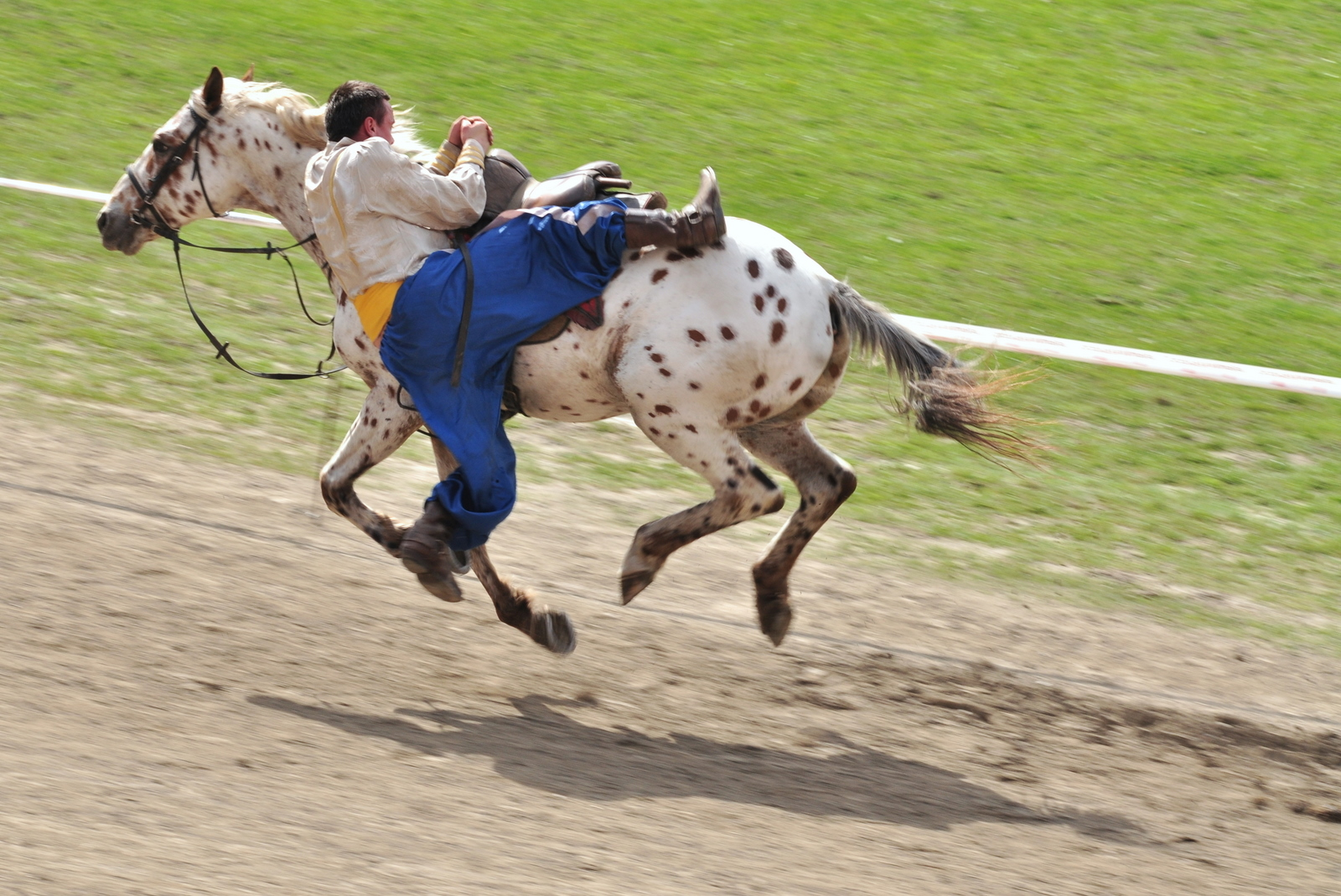
Pokaz dżygitówki – 2012

Dżygit (słowo pochodzenia tureckiego, przejęte z rosyjskiego) – kaukaski jeździec konny, góral, czasem wojownik lub rozbójnik, świetnie panujący nad koniem. Najważniejsze jego atrybuty to kindżał i papacha (futrzana czapka).
Na Kaukazie określenie kogoś mianem dżygita jest komplementem, wyrazem uznania dla jego sprawności, odwagi i męskości.
Dżygitami, ze względu na ich umiejętności jeździeckie, nazywano także Kozaków.